# Вейс, Изидор
Изи́дор Вейс (пол. Izydor Weiss, лит. Izidorius Veisas; 4 апреля 1774, Австрия — 8 (20) июня 1821, Вильно) — художник-гравёр австрийского происхождения, иллюстратор книг. Профессор Виленского университета.

## Биография
Брат Давида Вейса, отец Феликса Вейса. Учился в Вене. Прибыл из Берлина, где владел собственной печатней гравюр. Возглавил кафедру черчения (графики) при её учреждении в императорском Виленском университете в 1805 году. Обучал студентов технике акватинты и другим видам графики. Основал печатню гравюр и магазин. В 1810 году кафедра была передана известному английском художнику Джозефу Сандерсу (Joseph Saunders). Состоял в масонах. В доме Франка на улице Большой в Вильне располагалась его студия графики. Похоронен на Бернардинском кладбище.

## Творчество
Выполнил несколько гравюр по картинам и рисункам Яна Рустема. Автор портретов Леонтия Беннигсена, Йосефа Гайдна, Иеронима Стройновского. В 1814–1815 годах выпустил игральные карты, рисованные Рустемом и гравированные Готлибом Кислингом. Издал альбом эстампов Франциска Смуглевича на темы истории Литвы (1820). 
Для журнала „Dziennik Wileński“ (1805) гравировал виньетки, портреты, композиции бытового жанра. Иллюстрировал труд Иеронима Стройновского „Nauka prawa przyrodzonego, politycznego, ekonomiki polityczney i prawa narodów“ (1805) и гравировал для этого издания портрет автора работы Брушкевича. В издании русского перевода того же сочинения «Наука права природнаго, политическаго, государственнаго хозяйства и права народовъ» (Санкт-Петербург, 1809) помещён портрет Стройновского, гравированный Вейсом по портрету работы Рустема в 1807 году. Заглавная виньетка устава виленского Благотворительного общества („Ustawy Towarzystwa dobroczynności“, 1808) выполнена по рисунку Рустема. 